# Woëvre

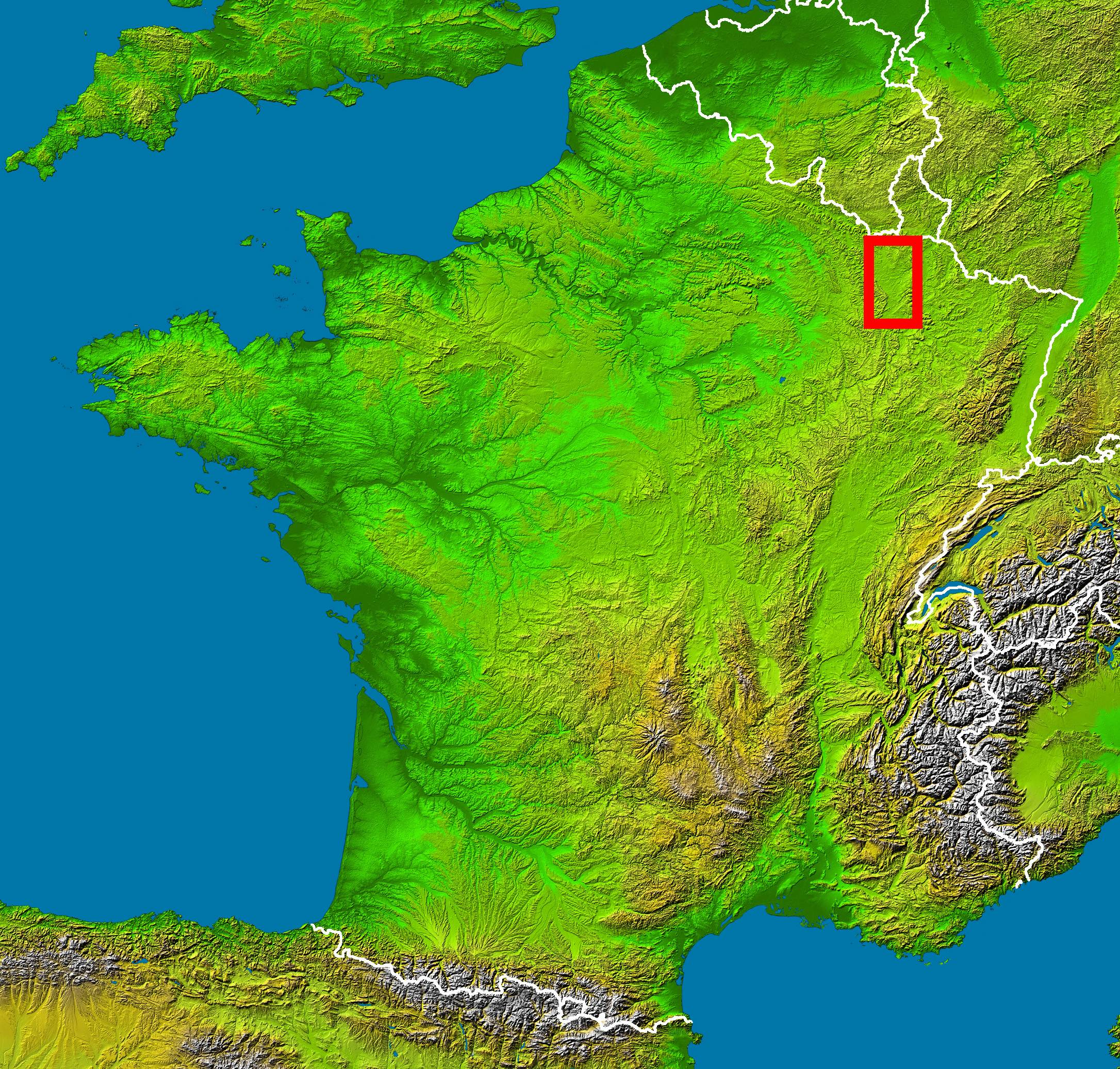

Woëvre (niem. Waberland) – region naturalny we wschodniej Francji (Lotaryngii) i w południowej Belgii. Płaskowyż stanowiący zachodnią część Wyżyny Lotaryńskiej. 
Płaskowyż Woëvre leży między Wzgórzami Mozy na prawym brzegu Mozy na zachodzie a Wzgórzami Mozelskimi i doliną Mozeli na zachodzie. Na północy sięga podnóży Ardenów w Belgii, na południu, na wysokości miasteczka Neufchâteau, przechodzi w płaskowyż Barrois. Jest zbudowany z warstw piaskowców i wapieni spojonych glinkami. Sporą część płaskowyżu porastają lasy, głównie dąbrowy. 
Klimat płaskowyżu Woëvre jest wyraźnie suchszy, niż pozostałej części Lotaryngii, wobec czego już w średniowieczu tamtejsi rolnicy zbudowali system małych zbiorników wodnych do nawadniania pól. Zbiorniki te są dziś schronieniami wędrownego ptactwa. 
Część płaskowyżu stanowią obszary ochrony przyrody - Zones naturelles d'intérêt écologique, faunistique et floristique, ZNIEFF. 